# 2020년 하계 올림픽 쿡 제도 선수단
2020년 하계 올림픽 쿡 제도 선수단은 2021년 일본 도쿄에서 열린 2020년 하계 올림픽에 참가한 올림픽 쿡 제도 선수단이다.
쿡 제도는 2020년 도쿄 하계 올림픽에 참가했다. 원래 2020년 7월 24일부터 8월 9일까지 열릴 예정이었던 올림픽은 코로나19 범유행으로 인해 2021년 7월 23일부터 8월 8일로 연기되었다. 이는 쿡 제도가 하계 올림픽에 9회 연속 출전한 것이었다.

## 출전 선수
| 종목 | 남자 | 여자 | 전체 |
| ---- | ---- | ---- | ---- |
| 육상 | 1    | 0    | 1    |
| 카누 | 1    | 2    | 3    |
| 수영 | 1    | 1    | 2    |
| 전체 | 3    | 3    | 6    |

## 같이 보기
- 올림픽 쿡 제도 선수단